# Meconopsis prainiana
Meconopsis prainiana, biljna vrsta iz roda plavog maka, porodica makovki.

## Opis
Monokarpna (biljke koje za vrijeme svog života samo jednom cvjetaju i donose plod pa nakon toga uvenu) je trajnica i raste prvenstveno u subalpskom ili subarktičkom biomu u jugoistočnom Tibetu u sjevernom  Mjanmaru. Prema Kew-u Postoje dva varijeteta.

## Sinonimi
- Papaver prainianum (Kingdon-Ward) Christenh. & Byng; Global Fl. 4: 71 (2018)
- Meconopsis horridula var. lutea G.Taylor; New Fl. & Silva 9: 158 (1937)
- Meconopsis prainiana var. lutea (G.Taylor) Grey-Wilson; Gen. Meconopsis 263 (2014)